# Ronde van de Haut-Var 2010
De Ronde van de Haut-Var 2010 werd gereden op zaterdag 20 en zondag 21 februari in de Var, in het zuiden van Frankrijk. Het was de 42ste editie en tevens de tweede editie die uit twee etappes bestond. De eindzege ging naar de Fransman Christophe Le Mével, die tevens de etappe naar Montauroux won.

## Etappe overzicht
| Etappe | Datum       | Start           | Finish     | afstand  | Winnaar             | Ploeg              |
| ------ | ----------- | --------------- | ---------- | -------- | ------------------- | ------------------ |
| 1e     | 20 februari | La Croix-Valmer | Grimaud    | 175,6 km | Rinaldo Nocentini   | AG2R               |
| 2e     | 21 februari | Draguignan      | Montauroux | 200,7 km | Christophe Le Mével | Française des Jeux |

## Etappe-uitslagen

### 1e etappe
| La Croix-Valmer – Grimaud (175,6 km) |                     |                    |          |
| Plaats                               | Naam                | Ploeg              | tijd     |
| Winnaar                              | Rinaldo Nocentini   | AG2R               | 3u58'43" |
| 2                                    | Samuel Dumoulin     | Cofidis            | + 0'02"  |
| 3                                    | Bert De Waele       | Landbouwkrediet    | z.t.     |
| 4                                    | Christophe Le Mével | Française des Jeux | z.t.     |
| 5                                    | Mathieu Drujon      | Caisse d'Epargne   | z.t.     |

### 2e etappe
| Draguignan – Montauroux (200,7 km) |                     |                         |          |
| Plaats                             | Naam                | Ploeg                   | tijd     |
| Winnaar                            | Christophe Le Mével | Française des Jeux      | 5u03'47" |
| 2                                  | Pierrick Fédrigo    | Bouygues Telecom        | z.t.     |
| 3                                  | Bert De Waele       | Landbouwkrediet         | z.t.     |
| 4                                  | Cédric Pineau       | Roubaix Lille Métropole | + 0'02"  |
| 5                                  | Julien El Fares     | Cofidis                 | z.t.     |

## Algemeen klassement
| Ronde van de Haut-Var 2010 |                      |                         |          |
| Plaats                     | Naam                 | Ploeg                   | Tijd     |
| Winnaar                    | Christophe Le Mével  | Française des Jeux      | 9u02'43" |
| 2                          | Bert De Waele        | Landbouwkrediet         | z.t.     |
| 3                          | Julien El Fares      | Cofidis                 | + 0'05"  |
| 4                          | Cédric Pineau        | Roubaix Lille Métropole | z.t.     |
| 5                          | Pierrick Fédrigo     | Bouygues Telecom        | + 0'10"  |
| 6                          | Chris Anker Sorensen | Team Saxo Bank          | + 0'17"  |
| 7                          | Florian Guillou      | Bretagne-Schuller       | + 0'19"  |
| 8                          | Aitor Hernández      | Euskaltel-Euskadi       | + 0'22"  |
| 9                          | Chris Froome         | Team Sky                | + 0'26"  |
| 10                         | Joeri Trofimov       | Bouygues Telecom        | z.t.     |
|                            |                      |                         |          |
| 13                         | Michel Kreder        | Garmin-Transitions      | + 0'31"  |

1969 · 1970 · 1971 · 1972 · 1973 · 1974 · 1975 · 1976 · 1977 · 1978 · 1979 · 1980 · 1981 · 1982 · 1983 · 1984 · 1985 · 1986 · 1987 · 1988 · 1989 · 1990 · 1991 · 1992 · 1993 · 1994 · 1995 · 1996 · 1997 · 1998 · 1999 · 2000 · 2001 · 2002 · 2003 · 2004 · 2005 · 2006 · 2007 · 2008 · 2009 · 2010 · 2011 · 2012 · 2013 · 2014 · 2015 · 2016 · 2017 · 2018 · 2019 · 
2020 · 2021 · 2022 · 2023 · 2024 · 2025